# Lazar Mamužić
Lazar Mamužić (1. ožujka 1847. – 25. srpnja 1916.) je bio subotički pravnik, odvjetnik i gradonačelnik. Ponikao je u zajednici bačkih Hrvata.
Supruga mu je bila Erzsébet, sestra zemljoposjednika Bele Florijana Jakobčića, supruzina nećakinja Jelena bila je supruga veletrgovca Vilima Conena starijega i mati Vilima Conena Jakobčića mlađega, a drugi supruzin nećak Mirko bio je utjecajni bankar u Subotici.
Gradonačelnikom Subotici je bio od 1884. do 1902. godine. Kad je ovaj član Bunjevačke stranke postao subotičkim gradonačelnikom za njegova su mandata na sve glavne gradske dužnosti u Subotici došli bunjevački Hrvati. Tako je Miško Prćić postao voditeljem siročadskog stola, J. Antunović gradskim fizikom, Tit Mačković glavnim računovođom, a Josip Kujundžić javnim bilježnikom.
Za potrebe svog rada trebala mu je palača. Lazar Mamužić je za projektanta izabrao poznatog arhitekta Tita Mačkovića. Po Mačkovićevim je projektima izgrađena renesansna reprezentativna palača 1891/92. godine.
Za općinske izbore 1904. u Subotici, sastavio je svoju stranku, Demokratsku općinsku stranku. Na listi su mu bili Miško Prćić, Luka Plesković i Stipan Matijević, čime se nastojalo pridobiti bunjevačke Hrvate od "kršćanske stranke", okupljene oko Paje Kujundžića i bivših članova Kola mladeži.
Kao političar se pokazao sposobnim za svoju sredinu. 

Svom gradu je pridonio u graditeljskim stvarima, pokrenuo je gospodarstvo, pridonio je na prometnim pitanjima, bio je animatorom prosvjete i kulture, tako da današnji izgled subotičkog gradskog središte je uvelike uobličen za njegova gradonačelnikovanja.
Među ostalim valja spomenuti da je bio na čelu jedine subotičke gradske vlasti koja je iscrpno stipendirala subotičku slikaricu Jelenu Čović, prvu akademsku slikaricu u vojvođanskih Hrvata. Sve kasnije gradske vlasti su joj davale potpore na kapaljku.

## Vanjske poveznice
- (srp.) Dnevnik (Novi Sad)  Arhivirana inačica izvorne stranice od 27. rujna 2007. (Wayback Machine) Živeti zajedno
- (srp.) Subotičke  Arhivirana inačica izvorne stranice od 27. rujna 2007. (Wayback Machine) Tornjevi Subotice
- Zvonik Društveno angažirani subotički župnik Matija Mamužić
- (mađarski) Zetna Mirko Grlica: Mamusich Lázár
- Grad Subotica Palača Lazara Mamužića